# Shrek Forever
Shrek Forever (ang. Shrek Forever After, znany również jako Shrek 4 oraz Shrek Goes Fourth) – film animowany, będący kontynuacją filmu Shrek Trzeci z 2007 roku. Premiera odbyła się 21 maja 2010 w Stanach Zjednoczonych.
Film jest czwartą częścią serii, po filmach Shrek z 2001, Shrek 2 z 2004 i Shrek Trzeci z 2007. Początkowo planowano, że będzie ostatnią częścią serii, jednakże w 2016 DreamWorks zapowiedziało realizację piątej części pt. Shrek 5.
Film w Polsce trafił do kin 9 lipca 2010 roku z dystrybucją UIP. Film wydany na Blu-ray i DVD z dystrybucją Imperial CinePix i Filmostrada. Film wyemitowany w telewizji na kanałach: TVN, Polsat, Polsat Film, Paramount Channel, HBO, HBO 2, HBO 3, Filmbox Premium HD.

## Fabuła
Król Harold i królowa Lilian, chcąc zdjąć klątwę z Fiony, odwiedzają karła Rumpelstiltskina. Małżonkowie zgadzają się oddać mu tron w zamian za zdjęcie przekleństwa. Jednak tuż przed podpisaniem umowy dowiadują się, że Fionę odczarował pocałunkiem prawdziwej miłości ogr Shrek i do podpisania umowy nie dochodzi.
Film przenosi się do czasów, kiedy Shrek ma rodzinę i przyjaciół, ale tęskni za dawnym życiem, kiedy każdy się go bał i mógł robić, co chciał. Podczas przyjęcia urodzinowego ogrzątek Shrek pod wpływem emocji wpada w gniew, niszczy tort, psuje uroczystość, po czym ją opuszcza. Spotyka Rumpelstiltskina, opowiada mu o swoim życiu i podpisuje z nim kontrakt, w którym zgadza się na oddanie jednej doby ze swojego życia w zamian za otrzymanie jednego dnia dawnego, „ogrzego” życia.
Ogr zostaje przeniesiony do alternatywnej rzeczywistości, gdzie jego dom jest w złym stanie, a wieśniacy i inni mieszkańcy Zasiedmiogórogrodu na nowo się go boją. Shrekowi bardzo się to podoba, póki nie przypomina sobie o Fionie, której nigdzie nie może znaleźć. Wtedy czarownice zabierają go do pałacu Rumpelstiltskina, gdzie okazuje się, że ten zabrał mu dzień narodzin. Shrek nigdy więc nie uwolnił Fiony, nie spotkał Osła ani nie zapoznał się z teściami. Shrek postanawia odnaleźć Fionę i dawnych przyjaciół oraz odczarować pakt, by znów wrócić do prawdziwej rzeczywistości. Postacie, które wielokrotnie pomagały Shrekowi, teraz go nie znają, Osioł się go boi, Puszek nie jest już walecznym kotem, a otyłym leniuchem, a Fiona to samodzielna wojowniczka, która sama uwolniła się z wieży i jest obecnie liderką ogrzej rebelii, w której Shrek ma okazję poznać liczne grono ogrów, których wcześniej nie znał. Kontrakt odczarować może jedynie pocałunek prawdziwej miłości, a Fiona nie widzi w nim wybranka swojego serca.

## Wersja polska
- Zbigniew Zamachowski – Shrek
- Cezary Pazura – Rumpelstiltskin
- Agnieszka Kunikowska – Fiona
- Jerzy Stuhr – Osioł
- Wojciech Malajkat – Kot w butach
- Tomasz Bednarek – Ciastek
- Jarosław Domin – Pinokio
- Jan Kulczycki – Król Harold
- Małgorzata Zajączkowska – Królowa Lilian
- Cezary Żak – Pichcik
- Miłogost Reczek – Brogan
- Elżbieta Piwek-Jóźwicka – Gocha
- Mirosław Zbrojewicz – Wilk
- Wojciech Mann – Doris
- Krzysztof Materna – Mabel
- Krzysztof Banaszyk – magiczne zwierciadło